# František Kožnar
František Kožnar (5. června 1897 Brozánky – 3. listopadu 1942 Berlín-Charlottenburg, věznice Plötzensee) byl český železniční úředník a odbojář z období druhé světové války popravený nacisty.

## Život
František Kožnar se narodil 5. června 1897 v Brozánkách na mělnicku. Vyučil se strojním zámečníkem a následně vystudoval mezi lety 1915 a 1919 průmyslovou školu na pražském Betlémském náměstí. Od roku 1920 pracoval u Československých státních drah v České Lípě. Byl členem Československé sociální demokracie, Sokola a místního ochotnického divadelního spolku Jirásek. V době mnichovských událostí byl mobilizován, po odstoupení pohraničí nacistickému Německu byl nucen i s rodinou opustit Českou Lípu a přesídlit do Prahy. Po německé okupaci zbytku země v březnu 1939 vstoupil do protinacistického odboje v rámci odbojové skupiny železničářů. Spolupracoval při odchodech odbojářů do zrahraničí. Za svou činnost byl 29. ledna 1941 zatčen gestapem a vyslýchán v Petschkově paláci, dále byl vězněn v Mnichově a Berlíně. Během léta 1942 byl spolu s dalšími souzen lidovým soudem za předsednictví Otto Georga Thieracka, kdy ze šestnácti obžalovaných obdrželo čtrnáct osob trest smrti, mezi nimi i František Kožnar. Popraven gilotinou byl v berlínské věznici Plötzensee 3. listopadu 1942.

## Rodina
František Kožnar se oženil. S manželkou Annou měl syny Zbyňka, Vlastimila a dceru Julii. Po konci druhé světové války se do České Lípy již nikdo z rodiny nevrátil. PhDr., CSc. Zbyněk Kožnar (1925–1986) se stal novinářem, překladatelem a spisovatelem. Vlastimil Kožnar (1929–1997) se stal autorem vojenské literatury faktu a překladatelem z ruštiny.

## Posmrtná ocenění

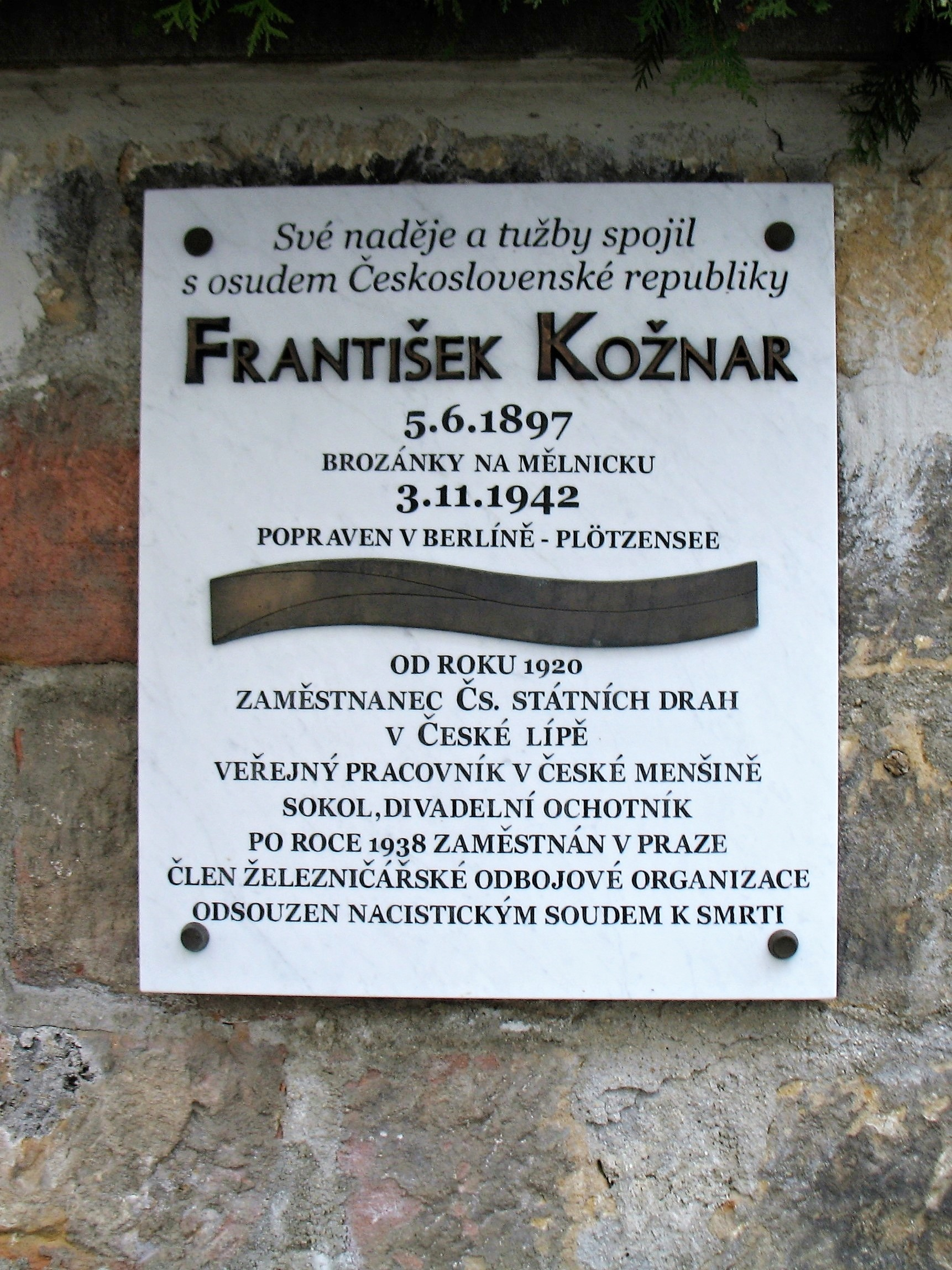
Pamětní deska Františka Kožnara na českolipské radnici

- V roce 1945 byla po Františku Kožnarovi pojmenována ulice v českolipské čtvrti Kopeček[3]
- V roce 1985 byla po Františku Kožnarovi pojmenována hala kolejových brzd v českolipských Železničních opravnách a strojírnách. Pamětní deska byla v roce 2010 přesunuta na dvůr městského úřadu v České Lípě.